# 트럼프 미디어 & 테크놀로지 그룹
트럼프 미디어 & 테크놀로지 그룹(Trump Media & Technology Group Corp., TMTG)은 도널드 트럼프 전 미국 대통령이 대주주 소유한 미국의 미디어 및 기술 회사이다. 2021년 앤디 리틴스키(Andy Litinsky)와 웨스 모스(Wes Moss)가 설립한 이 회사는 기업인수목적회사인 DWAC(Digital World Acquisition Corp.)와 합병 후 2024년 3월 26일 공개 회사가 되었다. 이 회사는 플로리다주 새러소타에 본사를 두고 있다.
2022년 1월부터 전 미국 대표 데빈 누네스(Devin Nunes)가 회사의 최고경영자(CEO)를 맡았다. 2022년 2월, TMTG는 소셜 네트워크인 트루스 소셜을 출시했다. 트럼프는 2023년 4월 개인 금융 공개에서 자신이 TMTG에서 201달러 미만을 벌었다고 보고했다.
2024년 4월 미국 증권거래위원회(SEC)에 제출된 보고서에 따르면 TMTG는 2023년에 상당한 재정적 어려움을 겪었다. 2023년 11월 DWAC 재무 공개에 따르면 경영진은 청구서 지불 능력에 대해 "상당한 의심"을 갖고 있는 것으로 나타났다. 그리고 회사의 회계법인은 회사의 사업 유지 능력에 대해 "상당한 의심"을 갖고 있었다.